# Rush (Lewis Capaldi)
Rush è un singolo del cantautore scozzese Lewis Capaldi, pubblicato nel 2018 e realizzato in collaborazione con la cantante canadese Jessie Reyez.

## Tracce
- Download digitale

1. Rush (featuring Jessie Reyez) – 3:18

## Classifiche
| Classifica (2018) | Posizione raggiunta |
| ----------------- | ------------------- |
| Scozia            | 74                  |